# Lekarz rodzinny (seria wydawnicza)
Lekarz rodzinny – seria książek poradnikowych o charakterze medycznym adresowana do szerokiego grona odbiorców. Seria składa się z 31 pozycji, z których każda skupia się na opisie podstaw dotyczących jednej choroby. Książki pisane są w przystępny sposób nie pomijając żadnych ważnych informacji. Główni autorzy serii to: Eleanor Bull, Rebecca Fox-Spencer, Joanna Tylżanowska-Kisiel oraz Katarzyna Wrotek. Książki zagranicznych autorów są tłumaczeniami brytyjskich poradników Simple Guides. Polskim wydawcą serii jest Septem.

## Książki należące do serii
- "Alergia" - K. Wrotek
- "Antykoncepcja" - H. Kalimon
- "Artretyzm" - E. Bull, P. Creamer
- "Astma" - E. Bull, D. Price
- "Bóle głowy" - K. Wrotek
- "Bóle pleców" - E. Bull, G. Archard
- "Cholesterol" - E. Bull, J. Morrell
- "Choroby wieku dziecięcego" - J. Tylżanowska-Kisiel
- "Chrapanie" - K. Wrotek
- "Cukrzyca typu 2" - R. Fox-Spencer, E. Hughes
- "Depresja" - R. Fox-Spencer, A. Young
- "Menopauza" - R. Fox-Spencer, P. Brown
- "Nadciśnienie" - A. Palmer, B. Williams
- "Osteoporoza" - R. Fox-Spencer
- "Profilaktyka antyrakowa" - K. Wrotek
- "Przeziębienie i grypa" - J. Tylżanowska-Kisiel

- "ADHD" - J. Tylżanowska-Kisiel
- "Ciąża" - H. Kuplowska
- "Choroba wrzodowa" - K. Wrotek
- "Choroby serca" - K.Wrotek
- "Choroby skóry" - K. Wrotek
- "Choroby układu pokarmowego" - K. Wrotek
- "Interpretacja wyników badań" - K. Wrotek
- "Jak leczyć kaca, czyli syndrom dnia poprzedniego" - K. Wrotek
- "Pierwsza pomoc" - K. Wrotek
- "Schorzenia wieku podeszłego" - K. Wrotek
- "Ukąszenia owadów" - K. Wrotek
- "Zaburzenia odżywiania" - K. Wrotek
- "Zaburzenia prostaty" - K. Wrotek
- "Zaburzenia tarczycy" - E. Bull, J. P.D. Reckless
- "Zespół przewlekłego zmęczenia" - K. Wrotek